# María Fátima Báñez García
María Fátima Báñez García (San Juan del Puerto, Huelva, 6 de gener de 1967), economista, jurista i política espanyola, va ser la ministra d'Ocupació i Seguretat Social d'Espanya des del 22 de desembre de 2011 fins l'1 de juny de 2018, essent la primera dona en ocupar aquell departament. Membre del Partit Popular, va serdiputada al Congrés dels Diputats des de l'any 2000 fins al 2019, així com presidenta de la Comissió d'Afers Exteriors entre novembre de 2018 fins a març de 2019.

## Biografia
Nascuda a Sant Juan del Puerto (Huelva, Andalusia) el 6 de gener de 1967, està casada i és mare de dos fills.
És llicenciada en Dret i en Ciències Econòmiques i Empresarials per la Universitat Pontificia Comillas-ICADE de Madrid (1992). L'any 2005 va cursar un programa de Lideratge per la Gestió Pública a IESE Business School.
Va començar la seva activitat professional al sector privat entre 1993 i 1997.
De la mà del Partit Popular d'Andalusia inicia la seva activitat política i des de 1996 pertany al Comitè Executiu Regional. Entre 1997 i 2004 va ser coordinadora de Presidència del Partit Popular d'Andalusia. També va ser vicesecretaria d'Economia (2004-08) i d'Economia i Ocupació (2008-11).
Entre 1997 i el 2000 va ser membre del Consell d'Administració de Radio i Televisió d'Andalusia.
Va ser diputada per Huelva al Congrés dels Diputats des de l'any 2000, durant la VII, VIII, IX, XI i XII Legislatura, escollida a les eleccions generals de 2000, 2004, 2008, 2011, 2015 i 2016. Durant la VII Legislatura va ser portaveu del Partit Popular a la Subcomissió de l'Estatut de la microempresa i del treballador autònom i portaveu adjunta a la Comissió d'Economia i Hisenda. A la VIII, va ser portaveu de Pressupostos del Grup Parlamentari Popular i a la IX, portaveu adjunta del seu grup parlamentari al Congrés dels Diputats i coordinadora de l'Àrea Econòmica.
Quan Mariano Rajoy assolí la presidència del Govern d'Espanya va ser nomenada ministra d'Ocupació i Seguretat Social, càrrec del qual va prendre possessió del 22 de desembre de 2011. Lloc que ocupà fins l'1 de juny de 2018, arran de la moció de censura contra Mariano Rajoy.
Al moment d'assumir la cartera ministerial l'atur constituïa el principal problema per als espanyols segons el Centre d'Investigacions Sociològiques. La xifra d'aturats a Espanya aconseguia 5.273.600 ciutadans, el nombre de llars amb tots els seus membres actius en atur se situava en 1.575.000, la taxa d'atur a era del 22,85% i duplicava la taxa mitjana de la Unió Europea, la taxa d'atur juvenil fregava el 50% (48,6%), l'ocupació destruïda a Espanya des del quart trimestre de 2007 era de 2.669.400 ocupacions i el percentatge de treballadors temporals a Espanya aconseguia el 25%, un dels més elevats de la UE.
El 2012, el seu Ministeri va llançar la primera reforma laboral del govern de Mariano Rajoy. Aquesta reforma va aconseguir el suport de la Comissió Europea, el Banc d'Espanya i l'OCDE, però no va aconseguir el consens dels sindicats. Els sindicats van criticar especialment l'abaratiment de l'acomiadament que reduïa les indemnitzacions i les mobilitzacions en contra de la reforma van culminar amb la vaga general de 29 de març, la primera que va haver de fer front l'executiu de Rajoy i la setena de la història de la democràcia espanyola.
Durant la XI Legislatura de les Corts Generals d'Espanya -finalitzada abans d'hora davant la impossibilitat del Congrés dels Diputats d'investir un president del Govern- i durant l'inicia de la XII va exercir en funcions el seu càrrec de ministra.
El 16 d'agost de 2016 va assumir les funcions del despatx ordinari dels afers del Ministeri de Sanitat, Serveis Socials i Igualtat arran de la vacant produïda per Alfonso Alonso que abandonà l'executiu espanyol per esdevenir candidat del seu partit a les eleccions al Parlament basc.
Va renovar el seu nomenament com a ministra quan Mariano Rajoy fou investit president pel Congrés dels Diputats per un segon mandat. Va prendre possessió del càrrec el 4 de novembre de 2016.